# لا چاپل-سنت لوریان
لا چاپل-سنت لوریان (به فرانسوی: La Chapelle-Saint-Laurian) یک کمون در فرانسه است که در اندر واقع شده‌است. لا چاپل-سنت لوریان ۹٫۸۲ کیلومتر مربع مساحت و ۱۳۷ نفر جمعیت دارد و ۲۰۰ متر بالاتر از سطح دریا واقع شده‌است.